# Nehemia Gordon
Pour les articles homonymes, voir Nehemiah et Gordon.
Nehemia Gordon (נחמיה גורדון) (né 1972) est un chercheur juif. Il est connu pour avoir travaillé comme traducteur sur les manuscrits de la mer Morte et comme chercheur décryptant d'anciens manuscrits hébreux. Il a travaillé avec Emanuel Tov, et reste une éminente figure du judaïsme karaïte contemporain.
Considéré par nombre d’entre eux comme une autorité spirituelle, il est membre ou fondateur de nombres d’institutions karaïtes majeures, conduisant également des recherches académiques visant à établir la supériorité du karaïsme sur le judaïsme rabbinique. Ces recherches l’ont également amené à discuter de Jésus et de la Bible chrétienne.
Nehemia Gordon est titulaire d'un Master en études bibliques et d'un Bachelor en archéologie de l'Université hébraïque de Jérusalem. En 2021, Nehemia Gordon soutient sa thèse intitulée L'écriture, l'effacement et la correction du tétragramme dans les manuscrits médiévaux de la Bible hébraïque (dirigée par le Pr Yosef Ofer) et obtient un doctorat (PhD) d'études bibliques à l'université Bar-Ilan,.
Gordon a écrit cinq livres sur les origines hébraïques du judaïsme et du christianisme. Il est intervenu dans des synagogues et des églises du monde entier.

## Éléments biographiques
Nehemia Gordon naît à Chicago dans une famille juive orthodoxe comprenant de nombreux rabbins. Effectuant un cursus rabbinique classique, il rejette la validité du Talmud et de la loi orale du judaïsme orthodoxe au cours de son adolescence et adopte le karaïsme après avoir rencontré Mordecai Alfandari, lui-même transfuge du judaïsme rabbinique.
Il émigre en Israël en 1993, s’installant à Jérusalem, où il devient membre de l’Universal Karaite Judaism (la direction karaïte en Israël, essentiellement originaire de l'ancienne communauté égyptienne) et du conseil d'administration de la kenessa enterrée, un ancien lieu de culte karaïte situé dans la Vieille Ville de Jérusalem.
Il obtient un Master en études bibliques obtenu à l’Université hébraïque de Jérusalem, participant au projet de publication des manuscrits de la mer Morte coordonné par Emanuel Tov et à l’Hebrew University Bible Project sous les auspices de Shemaryahu Talmon. En 2021, il a obtenu son doctorat en philosophie à l'université Bar Ilan avec sa thèse de doctorat The Writing, Erasure, and Correction of the Tetragrammaton in Medieval Hebrew Bible Manuscripts.
Cofondateur du Mouvement karaïte mondial qui détermine chaque année le début du mois de l’Aviv (duquel dépend le calendrier religieux karaïte), Nehemiah Gordon occupe, de 2007 à 2008, le poste de doyen de la Karaite Jewish University. Il se fait également connaître des audiences américaines par sa participation à diverses émissions télévisées où il représente le karaïsme, ainsi qu’en tant que professeur d’hébreu de Reggie White.
Plus récemment, Nehemia Gordon a été un invité régulier de Truth2U Radio avec le coauteur de l’un de ses livres, l’ancien pasteur méthodiste afro-américain Keith Johnson. Ils ont tous deux voyagé ensemble afin d’enseigner conjointement au niveau international différents concepts contenus dans la Torah. Ils se sont ainsi adressés à des audiences juives et chrétiennes. Leur partenariat improbable et leur amitié a parfois été perçus avec suspicion par certains groupes religieux (karaïtes ou chrétiens). Cependant, Nehemia Gordon et Keith Johnson affirment que leur relation est un succès dû à leur accord conjoint de ne pas chercher à se convertir l’un l’autre.
Nehemia Gordon, post-doctorant à l'Institut pratique des hautes études, consacre désormais une part importante de ses activités à la recherche.

## Publications

### Études sur les manuscrits de la Mer Morte
- The Dead Sea Scrolls Reader, Part 1. Texts Concerned with Religious Law  (ISBN 90-04-12650-3)
- The Dead Sea Scrolls Reader, Part 2. Exegetical Texts  (ISBN 90-04-12648-1)
- The Dead Sea Scrolls Reader, Part 6. Additional Genres and Unclassified Texts  (ISBN 90-04-12646-5)

### Œuvres karaïtes
- As It Is Written: A Brief Case for Karaism by Shawn Lichaa, Nehemia Gordon, and Meir Rekhavi  (ISBN 0-9762637-1-8)
- « « The Pronunciation of the Name »(Archive.org • Wikiwix • Archive.is • Google • Que faire ?) » (traduction française : La Prononciation du Nom par Nehemia Gordon)

### Études sur Jésus et le judaïsme
- The Hebrew Yeshua vs. the Greek Jesus  (ISBN 0-9762637-0-X)
- A Prayer to Our Father: Hebrew Origins of the Lord's Prayer by Nehemia Gordon and Keith Johnson  (ISBN 0-9762637-4-2)

### Sites web de Nehemia Gordon
- Karaite Korner
- Makor Hebrew Foundation
- HebrewYeshua.com
- APrayertoOurFather.com